# Hypolimnas salmacis
Hypolimnas salmacis är en fjärilsart som beskrevs av Dru Drury 1773. Hypolimnas salmacis ingår i släktet Hypolimnas och familjen praktfjärilar. Inga underarter finns listade i Catalogue of Life.

## Bildgalleri

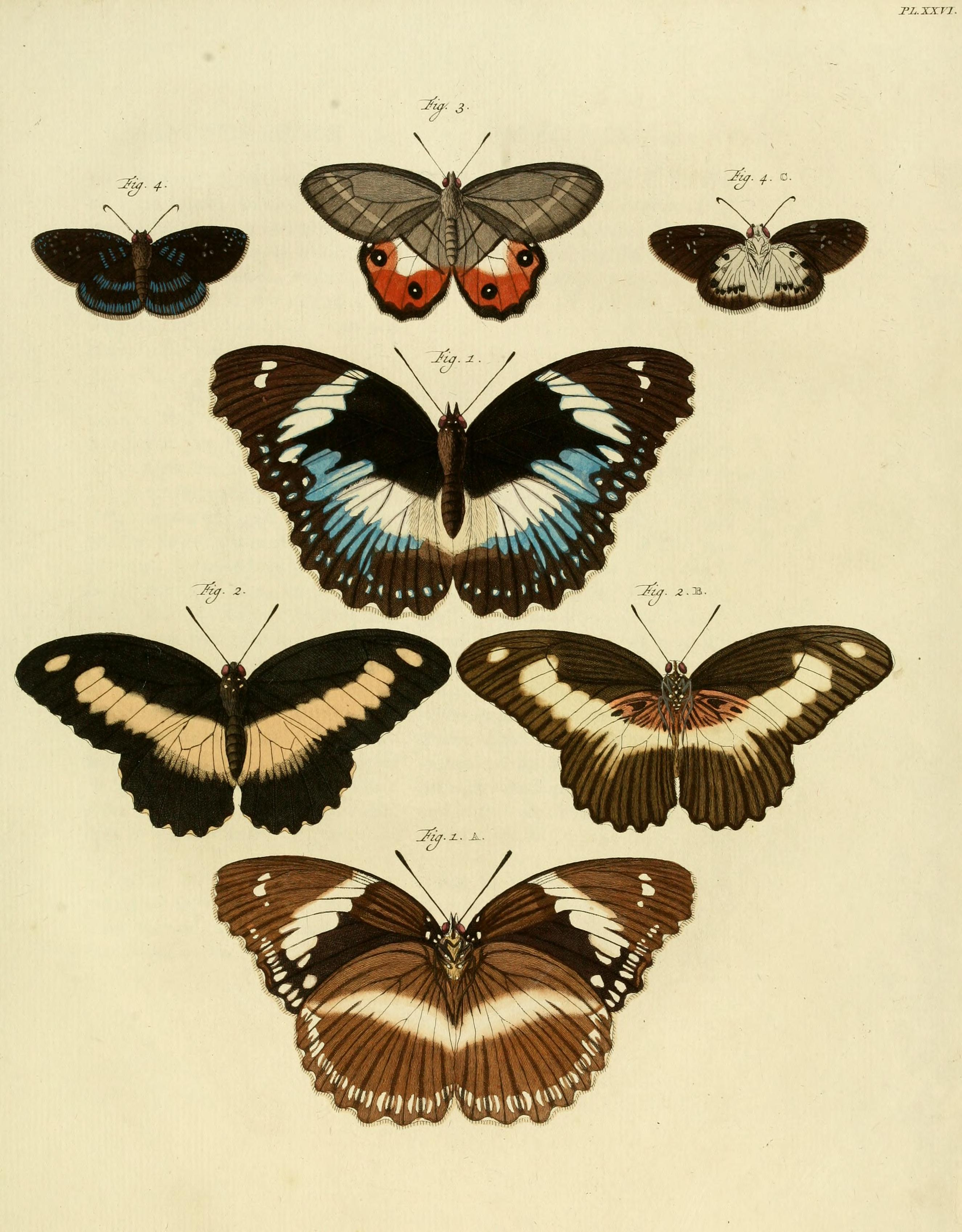
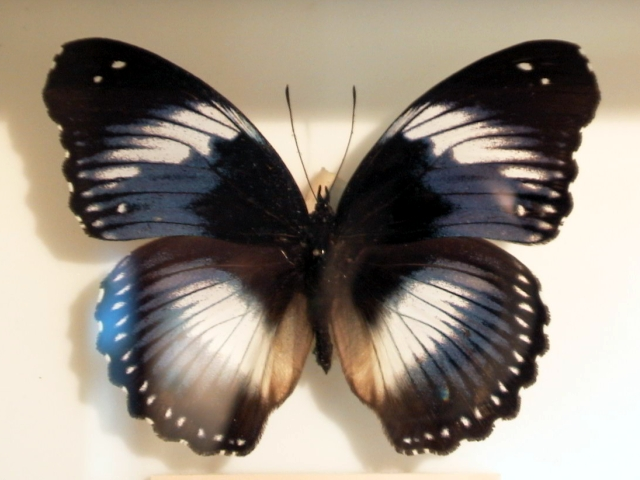